# Andrey Silnov
 Andrey Aleksandrovich Silnov   (en russe : Андрей Александрович Сильнов ; né le 9 septembre 1984 à Chakhty) est un athlète russe, spécialiste du saut en hauteur. Il mesure 1,98 m pour 83 kg.

## Biographie
Il devient champion d’Europe 2006 en remportant le concours avec un bond à 2,36 m. À cette occasion, il bat son record personnel. La même année, il remporte la Coupe d'Europe des nations avec un saut de 2,31 m, le championnat de Russie avec 2,28 m ainsi que le Meeting Herculis de Monaco en battant son record personnel grâce à un saut à 2,37 m.
L'année suivante, il obtient sa qualification pour les Championnats du Monde 2007 et termine à la première place du groupe A en sautant à 2,29 m. Cependant, en finale, il ne dépassera pas les 2,21 m et terminera 11e.
En 2008, il bat son record personnel en franchissant 2,38 m lors du meeting de Londres. Cette performance lui vaut d'être sélectionné pour les Jeux olympiques de Pékin. Le 19 août 2008, Andrey Silnov devient champion olympique en remportant le concours avec un saut à 2,36 m.
La saison 2009 de Silnov fut éclipsée par une blessure au talon qui l'écarta des compétitions pendant près de 12 mois. Il revint à la compétition au début de 2010.
Lors de la saison 2011, il s'offre une deuxième place dans un meeting de la ligue de diamant 2011 à Eugene avec 2,32 m derrière Raul Spank.
En mars 2012, il devient vice-champion du monde en salle à l'occasion des championnats du monde en salle d'Istanbul avec un saut à 2,33 m, devancé aux essais par le Grec Dimítrios Chondrokoúkis. En juillet 2012, à Tchéliabinsk, il franchit 2,37 m pour devenir vice-champion national, derrière Ivan Ukhov puis se classe 12e de la finale des Jeux olympiques de Londres (2,25 m).
En décembre 2016, il est battu pour la présidence de la Fédération Russe d'Athlétisme.

## Palmarès
| Date | Compétition                       | Lieu             | Résultat | Hauteur |
| ---- | --------------------------------- | ---------------- | -------- | ------- |
| 2005 | Championnats d'Europe espoirs     | Erfurt           | 9e       | 2,23 m  |
| 2006 | Championnats d'Europe             | Göteborg         | 1er      | 2,36 m  |
| 2006 | Finale mondiale                   | Stuttgart        | 2e       | 2,33 m  |
| 2006 | Coupe du monde                    | Athènes          | 2e       | 2,24 m  |
| 2007 | Championnats du monde             | Osaka            | 11e      | 2,21 m  |
| 2008 | Jeux olympiques                   | Pékin            | 1er      | 2,36 m  |
| 2008 | Finale mondiale                   | Stuttgart        | 1er      | 2,35 m  |
| 2011 | Ligue de diamant                  | Ligue de diamant | 2e       | détails |
| 2012 | Championnats du monde en salle    | Istanbul         | 2e       | 2,33 m  |
| 2012 | Jeux olympiques                   | Londres          | 11e      | 2,25 m  |
| 2012 | Ligue de diamant                  | Ligue de diamant | 5e       | détails |
| 2014 | Championnats d'Europe par équipes | Brunswick        | 2e       | 2,28 m  |

## Records
| Épreuve         | Épreuve      | Performance | Lieu     | Date            |
| --------------- | ------------ | ----------- | -------- | --------------- |
| Saut en hauteur | En plein air | 2,38 m      | Londres  | 25 juillet 2008 |
| Saut en hauteur | En salle     | 2,37 m      | Arnstadt | 2 février 2008  |